# القصف البحري المتحالف لليابان خلال الحرب العالمية الثانية
خلال الأسابيع الأخيرة من الحرب العالمية الثانية ، قصفت السفن الحربية التابعة لبحرية الولايات المتحدة والبحرية الملكية البريطانية والقوات البحرية النيوزيلندية المنشآت الصناعية والعسكرية في اليابان. معظم عمليات القصف هذه شملت البوارج والطرادات التي تسببت في إلحاق أضرار بالغة بالعديد من المصانع المستهدفة ، وكذلك المناطق المدنية القريبة. كان الهدف الرئيسي للهجمات هو استفزاز الجيش الياباني لارتكاب بعض قواته الاحتياطية للطائرات في المعركة. ومع ذلك ، لم يحاول اليابانيون مهاجمة قوات القصف التابعة للحلفاء ، ولم تتعرض أي من السفن الحربية المعنية لأي ضرر.
بدأ القصف الرئيسي في 14 و 15 يوليو 1945 ، عندما هاجمت سفن حربية تابعة للبحرية الأمريكية مدن كاميشي وموروران. الهجوم التالي كان من قبل قوة أمريكية وبريطانية مشتركة ضد مدينة هيتاشي خلال ليلة 17/18 يوليو. وقامت مجموعات من الطرادات والمدمرات بقصف مناطق نوجيما ساكي وشيونوميساكي في 18 تموز / يوليه وليلة 24/25 تموز / يوليه على التوالي. في 29 يوليو ، هاجمت السفن الحربية الأمريكية والبريطانية هاماماتسو ، وفي ليلة 30/31 قامت عدة مدمرات أمريكية بقصف شيميزو. وقع القصف الأخير في 9 أغسطس / آب ، عندما تعرضت كومايشي للهجوم من قبل السفن الحربية الأمريكية والبريطانية والنيوزيلندية. قامت غواصتان تابعتان للبحرية الأمريكية بهجمات صغيرة خلال شهري يونيو ويوليو عام 1945 ؛ واحدة من الغواصات أيضا هبطت على طرف مدمر صغير.
عطّل القصف البحري للحلفاء الإنتاج الصناعي في المدن المستهدفة ، وأقنع العديد من المدنيين اليابانيين بأن الحرب قد فقدت. وقتل ما يصل إلى 1،739 يابانيا في الهجمات ، وأصيب ما يصل إلى 1497 آخرين. كانت خسائر الحلفاء الوحيدة هي 32 أسير حرب ، قتلوا في قصف كامايشي.

## خلفية
بحلول منتصف عام 1945 ، تعرضت المدن والمنشآت الصناعية في الجزر اليابانية إلى هجوم متواصل من قاذفات القنابل الثقيلة التابعة لجيش الولايات المتحدة الأمريكية B-29 Superfortress المتمركزة في جزر ماريانا. كما تسببت هجمات الغواصات والسفن البحرية التابعة للحلفاء في قطع معظم طرق التجارة في البلاد ، كما داهمت مجموعات عمل حاملة الطائرات التابعة للبحرية الأمريكية مواقع في الجزر المحلية في عدة مناسبات. كان نقص الوقود قد حصر معظم السفن الناقلة من البحرية اليابانية الإمبراطورية في الميناء وأجبرها على الطيران والجيش الإمبراطوري التابع للجيش على الاحتفاظ بوحداتها الجوية في احتياطي ضد غزو الحلفاء الذي كان من المتوقع إطلاقه في وقت متأخر من العام.  قبل الحرب ، كان الجيش الياباني قد قيم أن المدفعية الساحلية لم تعد مناسبة لظروف البلاد. ونتيجة لذلك ، تم حماية عدد قليل فقط من الموانئ الاستراتيجية بواسطة المدفعية القادرة على إشراك السفن الحربية للعدو ، ومعظم هذه المدافع كانت ذات عيار صغير نسبيا. 
خلال حرب المحيط الهادئ ، استخدمت البوارج السريعة التابعة لسلاح البحرية الأمريكي في المقام الأول لمرافقة مجموعات حاملات الطائرات التي شكلت القوة الرئيسية لضرب الأسطول الأمريكي في المحيط الهادئ. كما قاموا أحيانًا بقصف المواقع اليابانية بالقرب من الشاطئ ، وخاضوا بعض الأعمال مع السفن الحربية اليابانية. 
قرر قادة قوات الحلفاء البحرية استخدام البوارج لتنفيذ سلسلة من الهجمات ضد المدن الساحلية اليابانية في منتصف عام 1945. كان من المأمول أن يرد الجيش الياباني على هذه القصف من خلال مهاجمة قوات الحلفاء بالطائرات التي كانت محتجزة احتياطيا للرد على الغزو المزمع لليابان ، مما يعرض هذه الطائرات لتدمير طائرات الحلفاء المقاتلة. ومع ذلك ، كان المقر العام للإمبراطورية اليابانية يتوقع أن يقوم الحلفاء بإجراء عمليات قصف وعمليات أخرى بهذا الهدف ، وقرروا عدم مهاجمة القوات البحرية العاملة خارج اليابان. بدلا من ذلك ، ستبقى الطائرة في الاحتياط حتى تبدأ عمليات هبوط الحلفاء في الجزر الرئيسية.